# محمد عماد الدين الرابع
محمد عماد الدين الرابع سلطان المالديف في الفترة الواقعة بين عام 1835 و 1882. حكم لمدة 48 سنة و4 أشهر و28 يوما، ولذلك كانت فترة حكمه الأطول في المالديف.
| سبقه محمد معين الدين الأول | سلاطين المالديف 1835–1882 | تبعه إبراهيم نور الدين |